# Peter Parker (série de filmes The Amazing Spider-Man)
Peter Benjamin Parker, também conhecido por seu pseudônimo de Homem-Aranha, é um personagem fictício e protagonista da série de filmes The Amazing Spider-Man de Marc Webb. Adaptado do super-herói de mesmo nome da Marvel Comics criado por Stan Lee e Steve Ditko, ele é interpretado por Andrew Garfield e aparece nos filmes The Amazing Spider-Man (2012) e sua sequência The Amazing Spider-Man 2 (2014), bem como no filme Spider-Man: No Way Home (2021) da Marvel Studios, ambientado no Universo Cinematográfico Marvel (UCM). A versão de Garfield do personagem é um sucessor da versão de Peter Parker retratado por Tobey Maguire na trilogia de Sam Raimi (2002–2007) e um predecessor da iteração de Peter Parker retratado por Tom Holland no Universo Cinematográfico Marvel (2016–presente).
Comparado ao Homem-Aranha da série de filmes anterior dirigida por Sam Raimi, esta versão do Homem-Aranha tem algumas diferenças sutis de personalidade, como ser mais um solitário angustiado e os dois filmes voltados para retratar mais da vida pessoal de Peter Parker e motivos para se tornar o Homem-Aranha de uma forma mais realista. Apesar das críticas mistas da série de filmes The Amazing Spider-Man, a performance de Garfield como o Homem-Aranha recebeu muitos elogios da crítica.

## Desenvolvimento e execução

### Filmes anteriores erebootdo Homem-Aranha
Peter Parker, também conhecido como Homem-Aranha, apareceu pela primeira vez na antologia de quadrinhos Amazing Fantasy Nº 15 (agosto de 1962) na era de prata das histórias em quadrinhos americanas, mais tarde se tornando um dos personagens de super-heróis mais populares da Marvel Comics e ganhando sua própria série de quadrinhos The Amazing Spider-Man. Ele acabou sendo adaptado para o cinema e televisão várias vezes. Antes do lançamento do filme The Amazing Spider-Man de 2012, a série anterior de filmes de grande orçamento baseada no personagem viu Tobey Maguire assumir o papel de Peter Parker / Homem-Aranha, com três filmes lançados pela Columbia Pictures: Homem-Aranha, Homem-Aranha 2 e Homem-Aranha 3, lançados entre 2002 e 2007.
Após o lançamento de Homem-Aranha 3, a Sony Pictures Entertainment anunciou em 5 de maio de 2011 a data de lançamento para o próximo filme de Sam Raimi da série. A essa altura, os roteiristas James Vanderbilt, David Lindsay-Abaire e Gary Ross já haviam escritos versões rejeitadas de um roteiro, e o marido de Laura Ziskin, Alvin Sargent, que escreveu o segundo e o terceiro filme, estava trabalhando em outra tentativa. Raimi queria que John Malkovich interpretasse seu próximo vilão. No entanto, em 11 de janeiro de 2010, a Columbia Pictures e a Marvel Studios anunciaram que, em vez de continuar a saga anterior, estavam reiniciando a série com um novo elenco e equipe. Relatórios da indústria afirmaram que Raimi admitiu que não poderia cumprir a data de lançamento agendada e manter a integridade criativa. Avi Arad, Matt Tolmach e Ziskin continuaram como produtores.
Dias depois de anunciar a saída de Raimi, o estúdio anunciou que Marc Webb, cujo filme anterior (500) Days of Summer foi sua estreia na direção, iria dirigir o reboot. Tolmach, agora presidente da Columbia Pictures, e Amy Pascal, co-presidente da Sony Pictures Entertainment, disseram que procuraram um diretor que pudesse dar um foco nítido à vida de Parker. Webb disse que "estava um pouco cético no início — você sente a presença desses outros filmes. Mas então eu pensei, 'Como eu poderia me livrar disso? Que oportunidade!'" Webb disse no comunicado à imprensa anunciando a ele que, "a representação virtuosa do Homem-Aranha por Sam Raimi é um precedente humilhante a ser seguido e construído. Os três primeiros filmes são amados por um bom motivo. Mas acho que a mitologia do Homem-Aranha transcende não apenas gerações, mas também diretores. Estou concordando em não "assumir" o Sam. Isso seria impossível. Sem falar que seria arrogante. Estou aqui porque há uma oportunidade para ideias e histórias que irão adicionar uma nova dimensão, tela e voz criativa ao Homem-Aranha." Webb sentiu que o Homem-Aranha é diferente da franquia Harry Potter, que é baseada em alguns romances e "mais parecido com James Bond" porque "há tanto material no Homem-Aranha que existe tantas histórias para contar e tantos personagens." Ele comentou que o filme "não é um remake" explicando que "não vamos fazer o filme de Sam novamente. É um universo diferente e uma história diferente com personagens diferentes."

### Intérprete

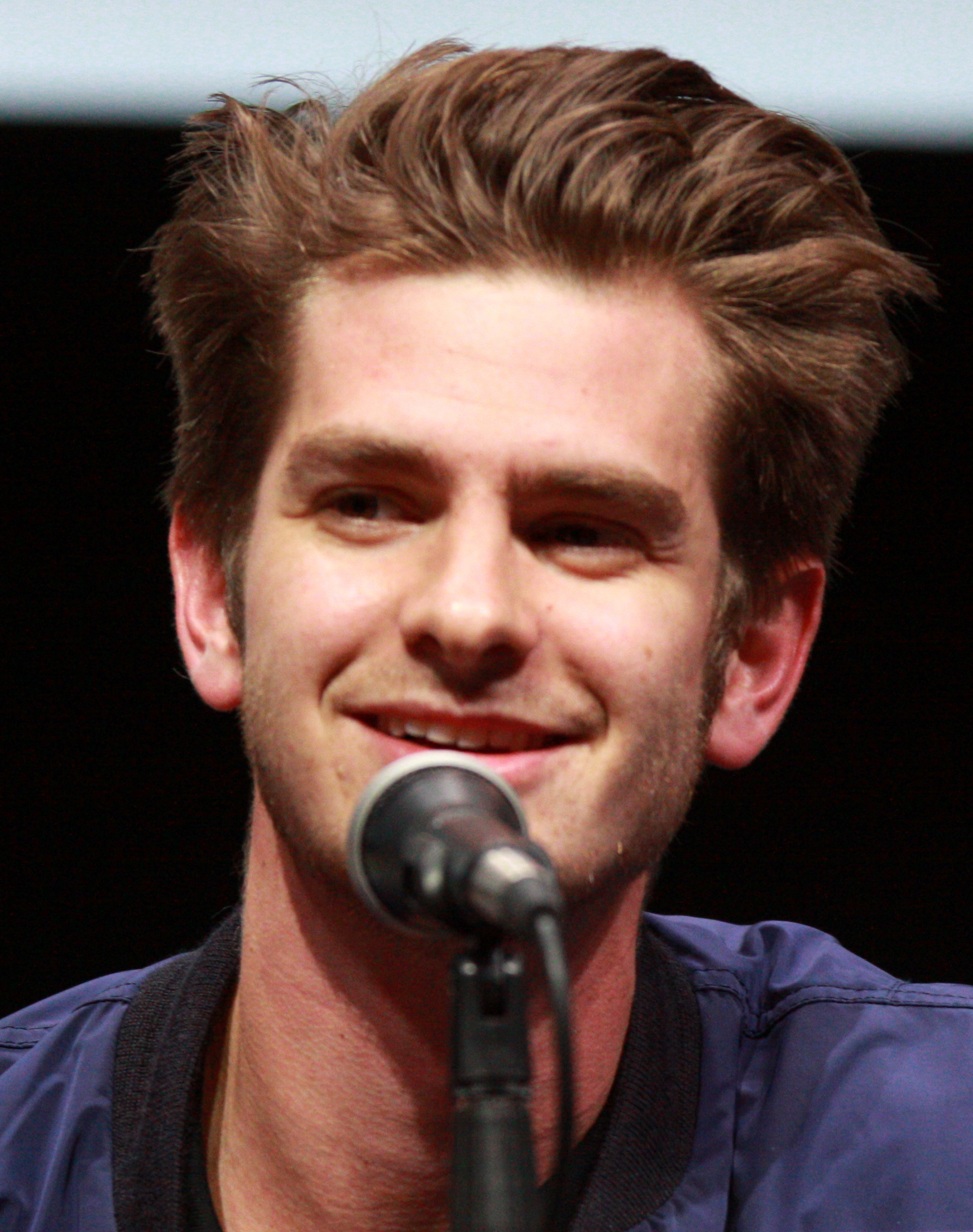
Andrew Garfield interpretou Peter Parker / Homem-Aranha na série de filmes de Marc Web

O ator britânico-americano Andrew Garfield foi escalado como Peter Parker / Homem-Aranha para o filme de 2012 e sua sequência, sendo escolhido ao lado de outros atores, como Jamie Bell, Alden Ehrenreich, Frank Dillane e Josh Hutcherson, com o anúncio feito em 1º de julho de 2010. Webb afirmou que sabia que Garfield era a escolha certa depois de filmá-lo em uma cena comendo um cheeseburger enquanto tentava acalmar Gwen Stacy. Ao aceitar o papel, Garfield explicou: "Eu vejo isso como um grande desafio em muitos aspectos... Para torná-lo autêntico. Para fazer o personagem viver e respirar de uma nova maneira. O público já tem um relacionamento com muitas encarnações diferentes do personagem. Eu também. Provavelmente serei o cara no cinema gritando insultos a mim mesmo. Mas tenho que deixar isso passar. Não há como voltar atrás. E eu não gostaria disso." Max Charles interpreta um jovem Peter Parker no filme, com Webb afirmando que um Peter jovem era necessário para "explicar as origens de Peter Parker" e não apenas o Homem-Aranha.
Depois de assumir o papel, Garfield estudou os movimentos de atletas e aranhas e tentou incorporá-los, dizendo que Parker é "um menino / aranha em termos de como se move, e não apenas no traje." Ele fez ioga e Pilates para que o papel fosse o mais flexível possível. Quando vestiu seu traje pela primeira vez, Garfield admitiu ter derramado lágrimas e tentou imaginar "um ator melhor no traje", que ele descreveu como "desconfortável" e admitiu não usar nada por baixo, uma vez que é colante à pele. Garfield também realizou algumas de suas próprias cenas de ação no filme. Ao filmar, Garfield explicou que teve quatro meses de treinamento e descreveu seus papéis físicos nas acrobacias como terrivelmente desafiadores e exaustivos. O produtor de cinema Avi Arad explicou que "Andrew não é apenas um ator brilhante, mas também um esportista. Isso nos deu a oportunidade de tentar coisas com ele que, se não fosse assim, seria quase impossível."
Após o lançamento de The Amazing Spider-Man 2, Garfield foi supostamente dispensado do papel depois de não aparecer para uma aparição crucial, de acordo com documentos divulgados após o hackeamento na Sony Pictures no final de 2014. Outras razões citadas incluíram diferenças criativas com a gestão da Sony Pictures e uma falha em se adaptar à cultura de Hollywood. Além disso, o segundo filme teve críticas mistas e uma franquia com baixa receita de bilheteria. Depois que informações vazadas indicaram conversas entre a Sony e a Marvel Studios integrando o Homem-Aranha ao Universo Cinematográfico Marvel, um acordo foi fechado no início de 2015 entre os dois estúdios para tornar isso oficial, cancelando efetivamente a franquia The Amazing Spider-Man.

### Poderes edesigndo traje
Ao contrário do Homem-Aranha da série anterior, esta iteração do personagem é incapaz de atirar teias orgânicas de seus braços, mas depende de lançadores mecânicos de teia presos a seu traje que ele mesmo desenvolveu. Webb explicou que sentiu que "os lançadores de teia foram capazes de dramatizar o intelecto de Peter". No entanto, como todas as outras versões do personagem, ele ainda tem habilidades físicas, reflexos e sentidos sobre-humanos e é capaz de rastejar nas paredes.
Durante o processo de design do traje elastano do Homem-Aranha usado em The Amazing Spider-Man, foi dada ênfase para que o uniforme parecesse mais com a obra de um estudante do ensino médio. Webb prestou atenção à pergunta: "Como uma criança sobreviveria?" e então tirou alguma licença com ele, como usar as lentes de um par de óculos de sol como olhos. Webb explicou que ele e a equipe "queriam um design que deixasse o corpo mais longo e ágil, mais como um acrobata, alguém incrivelmente ágil e as pernas da aranha [símbolo no peito] eram algo que usamos para enfatizar isso". Ele revelou que o filme usou trajes variados para diferentes condições de iluminação. Eles deixaram a teia da fantasia um pouco mais escura. O traje ficou mais simplificado em The Amazing Spider-Man 2, enfatizando as atualizações supostamente feitas por Peter e Gwen. As mudanças incluíram lentes maiores na máscara e lançadores de teia modificados, além de algumas modificações que permitiram que Garfield usasse o banheiro durante as gravações enquanto estivesse no traje.

## Caracterização e análises
Como retratado em The Amazing Spider-Man e sua sequência, Peter é descrito como um "forasteiro arrogante e incompreendido", bem como "esperto e simpaticamente atrevido, com uma tendência de angústia adolescente", em comparação com o "zelo" de Tobey Maguire e interpretação "desajeitada" do personagem. Ele é retratado como dotado intelectualmente, tecnologicamente proficiente e esperto, capaz de invadir sistemas de computador e projetar seus próprios lançadores de teia depois de roubar latas de teia de aranha geneticamente modificada da Oscorp e lembrar de uma equação complexa em que seu pai havia trabalhado. Ele também tem um senso de humor sarcástico e espirituoso, e humilha criminosos com insultos zombeteiros e piadas impassíveis, brincando com um ladrão de carros em sua primeira noite oficial como vigilante. Quando ele não está brincando com criminosos e supervilões, ele é determinado e corajoso e, apesar de possuir alguma hesitação inicial; depois de repensar o propósito de seu alter ego vigilante, ele decide usar seus superpoderes para propósitos legítimos altruístas e para ajudar as outras pessoas em necessidade; por exemplo, quando confrontado com a escolha, ele opta por proteger o inocente resgatando o filho de um homem, Jack, em vez de perseguir o Lagarto. Ao contrário de outras versões do personagem, Peter é visto andando de skate no filme, o que Marc Webb diz que torna Peter menos apavorado em se balançar em teias.
Webb descreveu The Amazing Spider-Man como "uma história sobre uma criança que cresce procurando por seu pai e se encontra." Tanto Webb quanto Garfield descreveram Parker como um estranho por escolha, alguém difícil de se aproximar. Como nas primeiras histórias em quadrinhos, o personagem "é um gênio da ciência. Se você olhar para os primeiros quadrinhos de Stan Lee e Steve Ditko, ele é um nerd de óculos grandes", disse Webb. Ele explicou que "a ideia do que é um nerd mudou em 40 ou 50 anos. Os nerds estão comandando o mundo. Andrew Garfield fez um filme [chamado A Rede Social] sobre isso. ... O que era importante naqueles primeiros quadrinhos era essa noção de que Peter Parker é um estranho e como definimos isso em um contexto contemporâneo."
Garfield comparou sua fachada de Homem-Aranha como uma metáfora para o anonimato da Internet, dizendo: "Você sente o poder disso, o poder de não ser visto, o poder da máscara. Peter se torna espirituoso quando ele tem essa camada protetora. É como se ele tivesse em um quadro de mensagens. Ele tem o anonimato da Internet dentro desse processo e pode dizer o que quiser e pode escapar impune de qualquer coisa." Garfield tentou explorar Parker como um órfão, de quem ele sente que "são os seres humanos mais fortes do planeta." Ele disse que Parker é "um herói humano [que] passa por todas as mesmas lutas que todos nós passamos, especialmente os magros [que] querem mais poder do que eles acham que podem ter." Ele acredita que Parker representa "um personagem muito inspirador e aspiracional que simboliza a bondade — e como é difícil ser bom — mas como vale a pena."
Rhys Ifans, que interpreta o Dr. Curt Connors / Lagarto em The Amazing Spider-Man, comparou o filme a Hamlet de William Shakespeare, alegando que o Homem-Aranha pode ser refeito indefinidamente de maneiras diferentes. Ele sentiu que eles são semelhantes no sentido de que ambos representam jovens arquetípicos significativos que lutam com a perda de seu pai. Críticos como Claudia Puig, da USA Today, sentiram que o personagem de Garfield como o super-herói "incorpora o Parker nerd, o adolescente órfão de pai angustiado e o super-herói arrogante em doses iguais". Boyd Hoij, da Variety, observou que o personagem de Garfield como o Homem-Aranha é um herói interessante no filme por causa de como ele estabelece desde o início que as dores de crescimento de Peter, juntamente com sua busca por uma identidade, são comuns a qualquer adolescente e que "suas lutas envolvem pessoas reais — e vidas reais."

## Biografia fictícia

### The Amazing Spider-Man(2012)
Peter é visto pela primeira vez no filme como um menino de seis anos, quando seu pai Richard Parker o deixa na casa de seu tio Ben e tia May depois de descobrir que seus documentos foram saqueados. Richard diz a seu filho que ele e sua mãe voltarão depois de uma missão, mas os dois desaparecem misteriosamente. Anos depois, Peter é agora um estudante do ensino médio na Midtown Science High School, na cidade de Nova Iorque. Embora não seja um dos estudantes populares, ele se destaca em seus estudos enquanto é criticado pelo atleta da escola Flash Thompson. Depois de Gwen Stacy interromper uma briga entre Peter e Flash na qual Flash ataca Peter por defender outro aluno que ele estava perseguindo, Peter e Gwen começam a flertar um com o outro.
Depois de descobrir uma pasta contendo o trabalho de seu pai, e com o incentivo do tio Ben, Peter procura o colega de trabalho de seu pai, o Dr. Curtis Connors. Peter imediatamente pesquisa na Internet por informações sobre o trabalho de Richard e Connors, o que o leva a descobrir a morte de seus pais em um acidente de avião. Peter entra sorrateiramente na Oscorp, se passando por um dos estagiários, e localiza o Dr. Connors depois de esbarrar em Gwen, que é uma estagiária de verdade de lá. Connors está sendo pressionado por seu superior, Dr. Ratha, para inventar uma cura para o chefe moribundo da Oscorp, Norman Osborn, e quer a cura para si mesmo para regenerar seu próprio braço. Depois que Peter consegue se esgueirar para dentro do laboratório da BioCable, um momento de curiosidade o leva a tocar nas teias, fazendo com que várias aranhas geneticamente modificadas caiam sobre ele, uma das quais o pica pelas costas. Na viagem de metrô para casa, ele descobre que desenvolveu habilidades semelhantes às de uma aranha, como superforça, sentidos aguçados, reflexos, agilidade e velocidade.
Peter mais tarde visita Connors em sua casa, revelando que ele é filho de Richard, e dá a Connors o "algoritmo de taxa de decaimento" de seu pai, a peça que faltava nos experimentos de Connors em membros em regeneração. Na escola, Peter é detido após usar suas novas habilidades para humilhar Flash. Seu tio muda de turno de trabalho para se encontrar com o diretor e pede a Peter que leve tia May para casa para ele naquela noite. Peter se esquece de fazer isso, distraído enquanto está na Oscorp ajudando Connors a regenerar o membro de um rato de laboratório com um novo soro. Em casa, ele e Ben discutem e Peter vai embora. Em uma delicatesse próxima, um caixa se recusa a deixar Peter comprar leite quando Peter está faltando dois centavos. Quando um ladrão invade a loja de repente, Peter permite que ele escape. Enquanto procurava por Peter, Ben tenta impedir o ladrão e é morto.
Flash e Gwen consolam Peter em luto na escola no dia seguinte. Depois disso, Peter usa suas novas habilidades para rastrear criminosos que correspondem à descrição do assassino, mais tarde resolvendo criar uma máscara para esconder sua identidade durante suas façanhas. Ele adiciona um traje de spandex e constrói teias mecânicas com relógios de pulso para prendê-las aos pulsos para disparar uma "teia" biocável. Mais tarde, em um jantar com a família de Gwen, ele tem uma conversa tensa com o pai dela, o capitão da NYPD, George Stacy, sobre os motivos do novo vigilante mascarado. Após o jantar, Peter revela sua identidade para Gwen, e eles se beijam antes que ele seja alertado de uma situação na ponte Williamsburg. Colocando seu traje, Peter salva vários carros e seus ocupantes de serem jogados no rio pelo Lagarto, que na verdade é o Dr. Connors após testar o soro em si mesmo. Depois disso, Peter começa a se chamar de "Homem-Aranha", sendo influenciado para ajudar os outros com seus poderes.
Peter suspeita que Connors é o Lagarto e, mais tarde, sem sucesso, confronta a forma de Lagarto de Connors nos esgotos, deixando para trás sua câmera. Connors descobre a identidade de Peter através do nome na câmera e o persegue até a Midtown Science High School, onde eles lutam. Em resposta, a polícia inicia uma caça ao Homem-Aranha e Lagarto. Connors segue para a Oscorp, com a intenção de dispersar seu soro pela cidade e transformar todos em lagartos, enquanto Gwen desenvolve um antídoto no laboratório da Oscorp. A polícia encurrala o Homem-Aranha, e o Capitão Stacy descobre que ele é Peter, mas o deixa escapar para ir salvar Gwen. Percebendo que o Homem-Aranha está do lado deles, a polícia e vários operadores de guindaste se coordenam para ajudar um Homem-Aranha ferido a chegar a tempo ao prédio da Oscorp. O Homem-Aranha consegue substituir o soro de Connors pelo antídoto, revertendo Connors para a forma humana, mas não antes de Connors ferir mortalmente o Capitão Stacy. Antes de sua morte, o Capitão Stacy faz Peter prometer ficar longe de Gwen para sua segurança. Ele inicialmente mantém a promessa, mas depois admite para Gwen que promessas não cumpridas são as que ele mais gosta, dando a entender que continuará a vê-la.

### The Amazing Spider-Man 2(2014)
Dois anos depois, Peter está em ação como o Homem-Aranha, ajudando a NYPD a perseguir criminosos que roubaram um caminhão de plutônio enquanto tentava chegar à sua formatura no colégio. Ele apreende os criminosos, liderados pelo mafioso Aleksei Sytsevich, antes de chegar à cerimônia, onde Gwen faria um discurso como oradora da escola. O casal concorda em se encontrar depois para jantar, antes que ela seja chamada por sua mãe para uma foto de família. Mais tarde, à noite, Peter conta a Gwen sobre o desejo de seu pai, e insiste que ele precisa manter sua promessa, resultando na separação dos dois novamente.
Peter visita Harry Osborn, seu amigo de infância, após a morte de seu pai, Norman. Mais tarde naquela noite, Peter encontra Gwen na tentativa de manter uma amizade, e Gwen diz a Peter que ela pode ter que se mudar para a Inglaterra se conseguir uma bolsa de estudos da Universidade de Oxford. Antes que os dois possam discutir o assunto, Max Dillon, um engenheiro elétrico que o Homem-Aranha salvou antes, acidentalmente desligou a energia da Times Square enquanto procurava eletricidade para se alimentar, pois havia se transformado em um gerador elétrico vivo após um incidente com eletricidade de enguias. Dillon é parado pelo Homem-Aranha após uma batalha que também envolve o envolvimento da polícia, e é levado ao Instituto Ravencroft, onde é estudado e torturado pelo cientista alemão Dr. Kafka.
Harry começa a mostrar sintomas da doença de seu pai e usa o dispositivo que Norman deu a ele para deduzir que o sangue do Homem-Aranha pode ajudar a salvá-lo. Ele pede ajuda a Peter para encontrá-lo, mas Peter se recusa, sem saber quais efeitos a transfusão teria, temendo outro incidente como o do Dr. Connors. Parker visita Harry novamente, desta vez como Homem-Aranha, mas novamente se recusa. Ele confidencia a Gwen sobre a situação e também lhe dá sorte. Peter usa informações deixadas por seu pai para localizar uma mensagem de vídeo que Richard deixou. Nele, Richard explica que teve que deixar Nova Iorque porque se recusou a permitir que Norman Osborn usasse o que eles haviam criado com sua pesquisa para guerra biológica, e que as aranhas que finalmente picaram Peter foram criadas com o próprio DNA de Richard, explicando assim porque Peter é a única 'espécie cruzada' de sucesso a ser criada.
Enquanto um Harry vingativo começa a conspirar com Dillon, que agora se autodenomina "Electro", Peter recebe uma mensagem de voz de Gwen, contando que ela recebeu uma oferta de emprego na Inglaterra e está indo para o aeroporto para decolar mais cedo do que o esperado. Peter consegue pegá-la e professa seu amor por ela, e os dois concordam em ir para a Inglaterra juntos. Eles são interrompidos por um apagão causado por Electro. Peter leva Gwen para baixo onde a polícia está e Gwen o ajuda a ajustar seus lançadores de teia para conter Electro. Peter sai para lutar com Electro tendo a vantagem. Quando Electro começa a eletrocutar o Homem-Aranha, Gwen chega em um carro da polícia e acerta Electro, contra as exigências de Peter. Os dois derrotam e matam Electro, sobrecarregando seu suprimento de eletricidade.
Logo após eles fazerem isso, Harry chega, agora como o Duende Verde, tendo descoberto a identidade do Homem-Aranha e querendo vingança por não ter recebido a transfusão de sangue. O Duende pega Gwen e a deixa cair onde o Homem-Aranha a pega. Os dois lutam no topo de uma torre do relógio, e o Homem-Aranha consegue subjugar o Duende. No entanto, durante a luta, Gwen cai e é sustentada por uma teia conectada a uma das engrenagens. Harry é então derrotado, mas Gwen cai novamente, e Peter tenta salvá-la usando sua teia. Embora Peter a pegue com sucesso, ela morre devido a uma chicotada quebrando seu pescoço. Devastado por não ter conseguido salvar sua namorada, Peter termina sua carreira como Homem-Aranha.
Cinco meses se passam e o Homem-Aranha está longe de ser visto em Nova Iorque, já que Peter passa todos os dias no túmulo de Gwen. Mais tarde, uma equipe desconhecida de homens tirou Sytsevich da prisão. Equipado com uma armadura eletromecânica, Sytsevich se autodenomina "Rino" e avança pelas ruas. Peter, inspirado por assistir novamente ao discurso de formatura de Gwen, retoma seu papel como Homem-Aranha e o confronta.
Um final alternativo deste filme mostra Peter encontrando seu pai Richard no túmulo de Gwen, com Richard aparentemente tendo fingido sua morte.

### Spider-Man: No Way Home(2021)
Peter é acidentalmente transportado para uma realidade alternativa devido à tentativa do Dr. Stephen Strange de lançar um feitiço e restaurar a identidade secreta do Peter Parker daquela realidade, depois que ele foi enquadrado por J. Jonah Jameson, que forneceu um vídeo adulterado expondo a identidade do Homem-Aranha por um ex-colega de trabalho anônimo de Mysterio, levando-o a transmiti-lo para o mundo inteiro. Jameson culpa o Parker daquele universo pelo ataque a Londres e pelo "assassinato" de Mysterio. Sem o conhecimento de Peter, outros de seus respectivos universos também foram transportados, incluindo outra versão alternativa e mais velha dele mesmo, Flint Marko, Otto Octavius, Norman Osborn, Eddie Brock e Venom, além de Curt Connors e Electro de seu universo (retirados segundos antes de suas mortes). Enquanto está lá, Peter se liga a si mesmo e ajuda sua versão mais velha a consolar o Peter mais jovem após a morte de sua tia May. Ele revela que depois que Gwen morreu, ele se tornou amargo e mais brutal, e até menciona para seu homólogo mais velho que ele era mais o Homem-Aranha e menos Peter Parker. Peter, no entanto, fica feliz em se relacionar com seus eus alternativos enquanto eles curam os vilões que visitam suas realidades e os salvam das mortes que enfrentariam em seus próprios universos. Peter alcança um momento de redenção espiritual pela morte de Gwen ao salvar MJ (Michelle Jones), o interesse amoroso de Peter Parker daquele universo, de cair da Estátua da Liberdade. Depois de derrotar e curar todos os vilões, até mesmo fazer as pazes com Dillon, Peter se despede de seus eus alternativos e retorna ao seu universo como um homem mais feliz e contente.

## Recepção
A interpretação de Andrew Garfield do Homem-Aranha foi considerada um dos destaques de The Amazing Spider-Man e sua sequência, e os críticos agora chamam essa iteração do personagem de "subestimada" em retrospecto. Os críticos de cinema elogiaram o retrato realista de Peter Parker, com Roger Ebert afirmando que a reinicialização "deu a Peter melhores razões para assumir seu papel de super-herói, mesmo que a história de origem não precisasse ser contada outra vez". Além disso, a interpretação de Garfield do humor sarcástico do Homem-Aranha e a química com a co-estrela Emma Stone também foram elogiadas. Mary F. Pols da revista Time disse que, embora a história fosse familiar, Garfield e Webb a fizeram parecer "convincentemente nova e emocionante". Em The Amazing Spider-Man 2, Garfield recebeu elogios por seu desempenho emocional, apesar das críticas ao enredo complicado do filme.
Escrevendo em agosto de 2020, Eric Eisenberg do CinemaBlend referiu-se à série Marc Webb como o "filho do meio" dos filmes do Homem-Aranha em comparação com a trilogia Sam Raimi e a inclusão do Homem-Aranha no Universo Cinematográfico da Marvel, e que Garfield foi uma "vítima" de circunstância". Ele também observou que os filmes exibiam as proezas tecnológicas de Peter Parker com mais profundidade do que a trilogia anterior. No entanto, ele chamou a iteração de Garfield de "muito legal" para Peter Parker, chamando-o de "rebelde com um skate" em oposição ao nerd comumente associado ao personagem. Em 2017, após a segunda reinicialização do personagem com Tom Holland assumindo o papel no MCU, Nick Philpott da CBR classificou a iteração de Garfield como a segunda maior representação do personagem, dois lugares à frente de Tobey Maguire e logo atrás de Holland.